# Macrostylis antennamagna
Macrostylis antennamagna là một loài chân đều trong họ Macrostylidae. Loài này được Riehl & Brandt miêu tả khoa học năm 2010.